# Li Xiuying
Li Xiuying (chiń. 李秀英; 1918 - 4 grudnia 2004 w Nankinie), Chinka, jedna z ofiar masakry cywilnej ludności miasta Nankin w 1937, walcząca o ujawnienie prawdy na temat tych wydarzeń.
W grudniu 1937 miasto Nankin, ówczesna stolica władz Kuomintangu, poddało się Japończykom. Wkraczający zdobywcy dokonali okrutnej masakry ludności cywilnej, w której śmierć poniosło około 300 tysięcy Chińczyków.
Li Xiuying miała wówczas 19 lat i była w zaawansowanej ciąży. Otrzymała 37 ran z rąk żołnierzy japońskich, przeżyła jednak dzięki otrzymanej szybko pomocy medycznej od lekarza amerykańskiego Roberta Wilsona; nie udało się utrzymać ciąży. Jej przypadek został udokumentowany przez badającego sprawę masakry księdza amerykańskiego Johna Magee oraz innych zachodnich świadków wydarzeń.
W 1998 prawicowy pisarz japoński Matsumura Toshio w swojej książce The Big Question in the Nanjing Massacre podważył przebieg wydarzeń w Nankinie oraz określił Li Xiuying mianem "fałszywego świadka". 16 października 1999 Li wytoczyła w Tokio proces przeciwko pisarzowi i jego wydawcy, domagając się publicznych przeprosin i odszkodowania w wysokości 12 milionów jenów. 10 maja 2002 sąd okręgowy w Tokio uznał Japończyków za winnych, zasądził odszkodowanie (1,5 miliona jenów), jednak nie przychylił się do wniosku o publiczne przeprosiny. Korzystniejszy werdykt Li uzyskała w apelacji przed Sądem Najwyższym w Tokio, który zasądził także przeprosiny 10 kwietnia 2003.
Zhu Chengshan, dyrektor Muzeum Pamięci Masakry w Nankinie, komentując werdykt Sądu Najwyższego Japonii, zauważył, że nie chodziło w tej sprawie o prywatny proces między Li Xiuying i pisarzem Toshio. W oczach Chińczyków był to proces (z uwagą śledzony w Chinach) o ujawnienie prawdy historycznej, a wyrok stanowił zdecydowany sprzeciw wobec prób fałszowania historii.